# 聖公會阮鄭夢芹小學
聖公會阮鄭夢芹小學（英語：S.K.H. Yuen Chen Maun Chen Primary School），簡稱阮鄭或YCMC，是香港大埔區的一所全日制男女津貼小學，於1984年創立，2009年改為全日制至今。

## 辦學圑體
聖公宗（香港）小學監理委員會有限公司。

## 歷任校監
- 潘振球先生（1984-1985）
- 蘇以葆榮休主教（1985-1987）
- 潘梁學賢女士（1987-1993）
- 吳梓明教授（1993-2000）
- 黎乃棚先生（2000-2010）
- 郭始基先生（2010-2018）
- 歐陽兆基牧師（2018-）

## 歷任校長
- 陳秀真女士（1984-1989）
- 羅德意先生（1989-2000）
- 黃麗霞女士（2000-2009）
- 楊楚傑先生（2009-2022）
- 陳嘉文先生（2022-）

## 校訓
非以役人，乃役於人

## 學校設施
- 課室30間
- 禮堂1個
- 有蓋操場1個
- 籃球場1個
- 圖書館1間
- 特別室10間（音樂室兩間、電腦室一間、活動室、英語學習室、輔導室、校園電視台及STEAM room）
- 支援有特殊教育需要學生的設施有斜道、暢通易達升降機及暢通易達洗手間
- 其他：每個課室均設有電腦、投影機、電子白板、螢幕、實物投影機及冷氣機